# Monthureux-le-Sec
Monthureux-le-Sec là một xã, nằm ở tỉnh Vosges trong vùng Grand Est của Pháp. Xã này có diện tích 11,36 kilômét vuông, dân số năm 1999 là 168 người. Xã này nằm ở khu vực có độ cao trung bình 420 m trên mực nước biển.Dân địa phương tiếng Pháp gọi là Monthécursiens.

## Biến động dân số
| Năm | 1962 | 1968 | 1975 | 1982 | 1990 | 1999 |
| --- | ---- | ---- | ---- | ---- | ---- | ---- |
| Dân số | 159  | 183  | 170  | 196  | 177  | 168  |
| From the year 1962 on: No double counting—residents of multiple communes (e.g. students and military personnel) are counted only once. |      |      |      |      |      |      |